# Zwei gute Freundinnen
Zwei gute Freundinnen (Originaltitel: Two friends) ist ein fürs Fernsehen gedrehter Spielfilm der neuseeländischen Regisseurin Jane Campion, der 1986 erstmals bei den Filmfestspielen von Cannes gezeigt wurde. Der Film zeigt die Entwicklung der Freundschaft zweier Teenager in umgekehrter Chronologie.

## Handlung
Juli: Die Eltern Louises kondolieren einem Bekannten, dessen Tochter drogensüchtig war und gestorben ist. Louise ist ein wohlbehütetes 15-jähriges Mädchen, das seine aus einer anderen sozialen Schicht stammende Freundin Kelly seit längerer Zeit nicht mehr gesehen hat, da diese angeblich ebenfalls in der Drogenszene untergetaucht ist. Auch Kellys Eltern haben ihre Tochter aus den Augen verloren. In einem Brief an Louise schildert Kelly ihre Situation: sie ist gar nicht süchtig, sondern lebt mit einem gewissen Panky zusammen und ist pleite.
Rückblende, 5 Monate vorher (Februar): Die ehemaligen Schulkolleginnen Louise und Kelly sehen einander nach langer Zeit wieder. Zusammen mit Louises Freund Matthew sehen sie bei Louise daheim Fotos an. Kellys Situation zu Hause ist unerfreulich: die Eltern sind getrennt, der Freund der Mutter wird von Kelly abgelehnt. Sie verbringt einen Abend bei ihrem Vater, von wo sie nachts vor einem zudringlichen Freund des Vaters zu Louise flüchtet.
Rückblende, 1 Monate vorher (Jänner): Bei einem Besuch bei Louise lädt Kelly sich ihren Freund Sam ein, Louise und ihre Mutter sind empört.
Rückblende, 1 Monate vorher (Dezember): Kelly und Louise haben die Aufnahmeprüfung für die „City Girls“-Schule geschafft und geben aus diesem Anlass in Louises Haus eine Party. Der Freund von Kellys Mutter verbietet dem Mädchen jedoch den Besuch der Schule, da er den Betrieb dort für reaktionär hält.
Rückblende, 2 Monate vorher (Oktober): Noch wie kleine Mädchen schreiben einander die beiden Freundinnen Briefe und freuen sich über positive Prüfungsergebnisse.